# Call of Duty: Black Ops
Call of Duty: Black Ops sedmi je nastavak serijala Call of Duty. Radnja igre je smještena u vrijeme hladnog rata, te je na neki način nastavak radnje Call of Duty: World at War. Izašao je u prodaju 9. studenog 2010. Igru je razvio Treyarch, a distribuirao Activision. 

## Preporučeni računalni kapaciteti[1]
- Operacijski sustav: Windows XP ili noviji
- Procesor: Intel Core2 Duo E6600 / AMD Phenom X3 8750 ili jači
- Memorija: 2GB RAM
- Grafička kartica (Shader 3.0 ili bolje): 256MB Nvidia GeForce 8600GT / ATi Radeon X1950Pro ili jača

## Vanjske poveznice
- Službena stranica